# Etlingera palangkensis
Etlingera palangkensis là một loài thực vật có hoa trong họ Gừng. Loài này được A.Takano & Nagam. mô tả khoa học đầu tiên năm 2006.